# ترانس‌آلتا
ترانس‌آلتا (به انگلیسی: TransAlta) شرکت برق کانادایی است، که در زمینه تولید، انتقال و توزیع برق فعالیت می‌کند.
شرکت ترانس‌آلتا در سال ۱۹۱۱ تأسیس شد و در حال حاضر دارای ۷۰ نیروگاه در کشورهای کانادا، ایالات متحده آمریکا و استرالیا می‌باشد، که اغلب بر پایه انرژی‌آبی، باد، زغال سنگ، گاز طبیعی و انرژی زمین‌گرمایی فعال می‌باشند.
دفتر مرکزی این شرکت در شهر کلگری، آلبرتا قرار دارد و بخشی از سهام آن در بازارهای بورس نیویورک و بورس تورنتو معامله می‌شود.